# Cereme
Cereme (nebo Ciremai) je v současnosti nečinný stratovulkán na indonéském ostrově Jáva, asi 30 km jihozápadně od města Cirebon. Masiv vulkánu leží na severním okraji starší kaldery Geger Halang, jeho vrchol je tvořen soustavou dvou kráterů. Od konce 17. století bylo zaznamenáno několik středně silných erupcí, poslední na jaře roku 1951.